# 蔵屋美香
藏屋 美香（くらや みか、1966年 - ）は、千葉県出身のキュレーター。横浜美術館館長。倫雅美術奨励賞受賞。多摩美術大学客員教授

## 来歴
- 1966年 千葉県生まれ
- 1988年 女子美術大学芸術学部絵画科洋画<油画>専攻卒業[2]
- 1992年 千葉大学大学院教育学研究科修士課程修了（教育学修士）[3]
- 1993年 東京国立近代美術館研究員[3]
- 2002年 千葉大学大学院非常勤講師[3]
- 2004年 一橋大学大学院非常勤講師、ロンドン・ホワイトチャペル・ギャラリー研究員[3]
- 2006年 多摩美術大学共通教育非常勤講師[3]
- 2008年 東京国立近代美術館美術課長[3]
- 2012年 第24回倫雅美術奨励賞受賞[3]
- 2013年 多摩美術大学美術学部絵画学科油画専攻非常勤講師[3]
- 2016年 東京国立近代美術館企画課長
- 2020年 横浜美術館館長

## 人物
2013年の第55回ヴェネチア・ビエンナーレ国際美術展では日本館キュレーターを務め、日本館として初の特別表彰に選出された。